# OKASHIN
OKASHIN（オカシン、本名：岡本 慎太郎（おかもと しんたろう）、1981年6月8日 - ）は神奈川県茅ヶ崎市出身の、レコーディング&ミキシング・エンジニア、マニピュレーター、舞台監督、音楽プロデューサー、ギタリスト、ベーシスト。STUDIO BLOOM 所属。

## マニピュレーター
- 2011年
  - 甲斐よしひろ2011 愛のろくでなしツアー
- 2012年
  - 甲斐よしひろ 2012 「愛のろくでなしツアー2」
  - 8月12日　甲斐バンド 「SWEET TEMPLE MOON LIVE」@奈良 薬師寺大講堂特設舞台
- 2013年
  - 甲斐バンド 「KAI BAND TOUR 2013　ROCKS」
  - 4月7日　甲斐バンド 「Rolling Birthday 60」@TOKYO DOME CITY HALL
- 2014年
  - 甲斐バンド 「40th Anniversary ツアー 2014」
  - 11月15日　甲斐バンド 「KaiBand Symphony」@東京国際フォーラム ホールA
- 2015年　甲斐よしひろ 2015「愛のろくでなしツアー3」
- 2016年　甲斐バンド 「THE BIG GIG AGAIN 2016」＠日比谷野外大音楽堂
- 2017年6月25日　TVアニメ『天使の3P!』ファンミーティング @セレネスタジオ

## 舞台監督
- 2015年　甲斐よしひろ BillBoard LIVE 2015 「EAST & WEST」
- 2016年　甲斐よしひろ Billboard LIVE 2016 「EAST from WEST」
- 2017年
  - 甲斐よしひろ Billboard LIVE & Blue Note 2017 「EAST to WEST」
  - 1月15日  Another Flower Special Live 2017 「Cross bouquet」霜月はるか / 中恵光城 @CLUB CITTA'
  - 2月17日 - 18日『COCOLORSスペシャルコラボLIVE』@新宿バルト9

| スタブアイコン | サブスタブ | この項目は、まだ閲覧者の調べものの参照としては役立たない、音楽関係者（バンド等）に関連した書きかけの項目です。この項目を加筆・訂正などしてくださる協力者を求めています（P:音楽/PJ:芸能人）。 |